# Função de Mertens
A função de Mertens é uma função muito usada na Teoria dos Números. Tem esse nome em homenagem ao matemático alemão Franz Mertens. É definida somente para os números naturais como:
{\displaystyle M(n)=\sum _{1\leq k\leq n}\mu (k)}
onde μ(k) é a função de Möbius.
Como μ(k) só pode ser -1, 0 e +1, é fácil de ver que a função de Mertens nunca vai ser maior que seu argumento (M(x) < x). A conjectura de Mertens é mais audaciosa, supondo que o valor absoluto da função nunca ultrapassa a raiz quadrada do argumento. Esta conjectura foi provada inválida em 1985 por Herman te Riele e Andrew Odlyzko.